# Народный комиссариат путей сообщения СССР
О наркомате РСФСР в 1917—1923 годах см. Народный комиссариат путей сообщения РСФСР
Наро́дный комиссариа́т путе́й сообще́ния СССР (НКПС СССР или Наркомпуть) — государственный орган СССР, управлявший деятельностью железнодорожного и других видов транспорта Советского Союза в 1923—1946 годах.

## История
В 1923 году после образования СССР Народный комиссариат путей сообщения РСФСР был преобразован в общесоюзный Народный комиссариат путей сообщения СССР . Первым его руководителем (наркомом) стал председатель ВЧК Ф. Э. Дзержинский.
Перед уходом из НКПС на должность председателя ВСНХ Ф. Э. Дзержинский в январе 1924 года представил в Совет труда и обороны СССР обстоятельный «Доклад по Госторгфлоту». В нём анализировалась работа советского морского флота, излагался составленный ЦУМОРом (Центральным Управлением Морского транспорта) и Госторгфлотом проект судостроительной программы, рассчитанный на 10 лет, и в качестве временной меры предлагалось небольшое количество судов закупить за границей.
2 марта 1929 года в составе Научно-исследовательского управления НКПС был создан Институт судостроения и судоремонта во главе с профессором (впоследствии академиком) В. Л. Поздюниным.
13 февраля 1930 года Президиум ЦИК СССР утвердил постановление СНК «О реорганизации управления морским и речным транспортом».
Осенью 1930 года Институт судостроения и судоремонта преобразован в Центральный научно-исследовательский институт морского транспорта (первый директор И. А. Сергеев). Через год после объединения с подобным институтом речного транспорта был создан Центральный научно-исследовательский институт водного транспорта (ЦНИИВТ) с местом пребывания в Ленинграде (первый директор И. Н. Толстоусов) и филиалом в Москве. Институт выполнял исследования в области экономики и эксплуатации флота, судоремонта, капитального строительства и использования водных путей и портов.
30 января 1931 года ЦИК и СНК СССР приняли постановление «Об образовании Народного комиссариата водного транспорта Союза СССР» (Наркомвода), на основании которого от НКПС отделились морской и речной транспорт и всё портовое хозяйство.
В 1931 и 1932 годах Советом Народных Комиссаров СССР был принят ряд постановлений, направленных на интенсификацию перевозок и улучшение работы железнодорожного и безрельсового транспорта.
В 1932 году было принято решение СНК о реконструкции железных дорог. Этим решением предусматривалось: усиление пути за счёт укладки более тяжёлых рельсов, широкое использование щебёночного балласта, создание мощных паровозов (ФД, ИС), большегрузных 4-осных вагонов, перевод подвижного состава на автотормоза и автосцепку, создание систем полуавтоматической и автоматической блокировки, внедрение механической и электрической централизации стрелок и сигналов и др.
В 1940 году эксплуатационная длина сети достигла 106,1 тыс. км, перевозки грузов составили 592,6 млн т.
Во время Великой Отечественной войны европейская часть сети железных дорог была почти полностью разрушена, потеряно 40 % вагонов и 50 % локомотивов. Несмотря на это, железнодорожный транспорт полностью обеспечил военные перевозки и доставку грузов на фронт.
В 1946 году НКПС СССР преобразован в Министерство путей сообщения СССР (МПС).

## Народные комиссары путей сообщения СССР
| Народный комиссар путей сообщения СССР | Время работы                      |
| -------------------------------------- | --------------------------------- |
| Дзержинский, Феликс Эдмундович         | 6 июля 1923 — 2 февраля 1924      |
| Рудзутак, Ян Эрнестович                | 2 февраля 1924 — 11 июня 1930     |
| Рухимович, Моисей Львович              | 11 июня 1930 — 2 октября 1931     |
| Андреев, Андрей Андреевич              | 2 октября 1931 — 28 февраля 1935  |
| Каганович, Лазарь Моисеевич            | 28 февраля 1935 — 22 августа 1937 |
| Бакулин, Алексей Венедиктович          | 22 августа 1937 — 5 апреля 1938   |
| Каганович, Лазарь Моисеевич            | 5 апреля 1938 — 25 марта 1942     |
| Хрулёв, Андрей Васильевич              | 25 марта 1942 — 26 февраля 1943   |
| Каганович, Лазарь Моисеевич            | 26 февраля 1943 — 20 декабря 1944 |
| Ковалёв, Иван Владимирович             | 20 декабря 1944 — 15 марта 1946   |

## Деятельность НКПС СССР
В ходе Первой мировой и гражданской войн было разрушено более 60 % сети, 90 % локомотивного и 80 % вагонного парка. Только к 1928 году удалось в основном восстановить разрушенный железнодорожный транспорт и перевозки довести до объёма 1913 года.